# すえひろがり
すえひろがり（末広雅里、男性、1966年2月8日 - ）は、日本の漫画家。鹿児島県出身。別ペンネームの季弘雅里は、投稿時代に使っていた種馬季弘（種村季弘のもじり）の転用。

## 経歴
鹿児島県で生まれ、横浜の大学に合格して上京。SF研究会に所属。映像への興味が高まり、大学を中退してアニメスタジオに入社。2年ほどで退社後、『漫画ホットミルク』（白夜書房）に何度か漫画を持ち込み、「月夜のエキシビション」で第3回ホットミルク漫画大賞に入選。並行して『COMICロリポップ』（笠倉出版社）へ原稿を持ち込みデビューが決まる。デビュー作は『COMICロリポップ』1990年6月号掲載「MY LIFE AS A DOG」（季弘雅里名義）。しかし『COMICロリポップ』が同年8月号で休刊となり、一時期は同人ソフトで食いつないだという。
1991年、元『COMICロリポップ』編集者からの誘いで『Momoco』（学習研究社）に「私立白桃学園」「童貞物語」連載。『漫画ホットミルク』でも1991年2月号から不定期に漫画が掲載されるようになる。また、『漫画ホットミルク』1991年7月号に掲載された「MY LIFE AS A MISTRESS」を見た編集者からの誘いで『YOUNG Hip』（ワニマガジン社）1991年8月号に代原で初登場。そのまま連載となる。
1994年、18禁ゲーム「学園ソドム 〜教室の牝奴隷達〜」の原画を担当。
1997年より海外Eros Comix社から『Sexhibition』のシリーズ名で、『Heart ache』や『エキシビション』等を再編集した英語版の単行本が刊行されている。翻訳はStudio Proteus。
1998年、『漫画ホットミルク』休刊。継続誌として2001年に『COMICメガキューブ』創刊、その後も『コミックメガプラス』『コミック0EX』など何度かリニューアルされたが、すえひろがりは変わらず登場している。その他、『comic零式』（シュベール出版）、『comicキャンドール』（実業之日本社）などに作品を掲載。

## 単行本
- Heart ache（ハート・エイク）（1993年4月、白夜書房、ホットミルクコミックスシリーズ1）
- SO YOUNG（1994年4月、ワニマガジン社、ワニマガジンコミックス）
- エキシビション（1994年6月、白夜書房、ホットミルクコミックスシリーズ15）
- エキシビション（1996年9月、コアマガジン、ホットミルクコミックスシリーズ58）
- My life as 1（1998年6月、コアマガジン、ホットミルクコミックスシリーズ85）
- タイムマシン（1999年1月、コアマガジン、ホットミルクコミックスシリーズ）
- Circle（1999年10月、シュベール出版、シュベールコミックス）
- K.A.A.R 春の巻（1999年12月、コアマガジン）
- Heart ache（2001年7月、コアマガジン、ホットミルクコミックスシリーズ）
- K.A.A.R 夏の巻（2002年5月、コアマガジン）
- Circle（2002年10月、シュベール出版、零式コミックスcompact）※新装版
- Circle（2003年1月、リイド社、零式Ｅカードコミックス）※CD-ROM版
- TAG（2003年1月、シュベール出版、零式コミックス）
- TAG（2003年5月、リイド社、SPコミックス）
- Cage（2005年10月、コアマガジン、ホットミルクコミックスシリーズ204）
- Cage 2（2006年4月、コアマガジン、ホットミルクコミックスシリーズ212）
- 花のいろ（2008年2月、実業之日本社、マンサンコミックス）
- 雲の路（2009年6月、コアマガジン、ホットミルクコミックスシリーズ295）
- オルニト（2011年12月、コアマガジン、ホットミルクコミックスシリーズ367）
- 露出で夢ごこち♡（2014年12月、コアマガジン、ホットミルクコミックスシリーズ402）

## アンソロジー本
- U.C.BOYS (UNDER COVER BOYS)（1995年12月、茜新社、さくらんぼコミックス）※同人誌『少年キティランド 新年特大号』掲載
- Leaf Anthology Comic（1997年6月、COMPASS、Compass Anthology Comic Series 7）
- VIPER V-3 アンソロジーコミック 8（1998年2月、COMPASS、Viper series anthology comic）

## 同人作品
- 8miles high vol.0（1991年8月17日、MALCOLMe X）
- 8miles high vol.0.5（1991年12月30日、マルコメX）
- 8miles high vol.1（1992年8月16日、マルコメX）
- PUSSY CAT BOY（1994年8月8日、をうぎや）※末広雅里・天竺浪人・鬼魔あづさ・さとうまさや
- 芍薬 牡丹 百合の花（1996年12月29日、をうぎや）
- 8miles high vol.2（1997年08月17日、をうぎや）
- 8miles high vol.3（1997年12月29日、をうぎや）
- 8miles high vol.4（1998年08月16日、をうぎや）
- 8miles high vol.5（1998年12月30日、をうぎや）
- 8miles high vol.6（1999年08月15日、をうぎや）
- すけすけ（1999年12月26日、をうぎや&Deliverance）
- 8miles high vol.7（2000年8月13日、をうぎや）
- あのまんがロワイアル（2000年12月30日、をうぎや&Deliverance）
- 8miles high vol.8（2001年8月12日、をうぎや）
- ぬけぬけ（2002年8月11日、をうぎや&Deliverance）
- ぬけぬけ vol.2（2003年8月17日、をうぎや&Deliverance）

## その他作品
- 試験に出る蓬萊学園（1991年12月、BNN、著：竹内誠、監修：柳川房彦（遊演体））※カットと漫画
- 試験に出る蓬萊学園2（未刊行、BNN）※漫画「宇津帆島キャロル」20ページ
- やっぱりRPGが好き!（1992年12月、富士見書房、著：近藤功司・冒険企画局）※挿絵
- 蓬萊学園108の謎（1994年11月、ソフトバンク、著：ゆうせぶん、賀東招二、監修：柳川房彦）※挿絵
- 蓬萊学園－弁天女子寮攻防戦（1994年、富士見書房、著：波多野とおる、賀東招二、玖条正文、一二三四郎、新城十馬）※挿絵
- 蓬萊学園恋愛編－パーフェクト・ラブレター（1996年、富士見書房、著：新城十馬、賀東招二、雑破業）※挿絵
- 蓬萊学園部活編－騎馬っていこう!（1996年、富士見書房、著：新城十馬、賀東招二、雑破業）※挿絵
- 蓬萊学園転校編－香住の中の十万人（1997年、富士見書房、著：新城十馬、賀東招二、雑破業）※挿絵
- 学園ソドム設定資料集（1995年12月、コアマガジン、コアムックシリーズNo.3）
- AGSネット（パソコン通信のQ2ネット）※CG提供
- エンジェルコマンダー2（フェアリークラフト、PC98用同人ソフト）※CG提供
- エンジェルコマンダー2外伝（フェアリークラフト、PC98用同人ソフト）※CG提供
- エンジェルコマンダー3（フェアリークラフト、PC98用同人ソフト）※CG提供